# 4. Arrondissement (Paris)

Logo der Mairie von Paris Centre

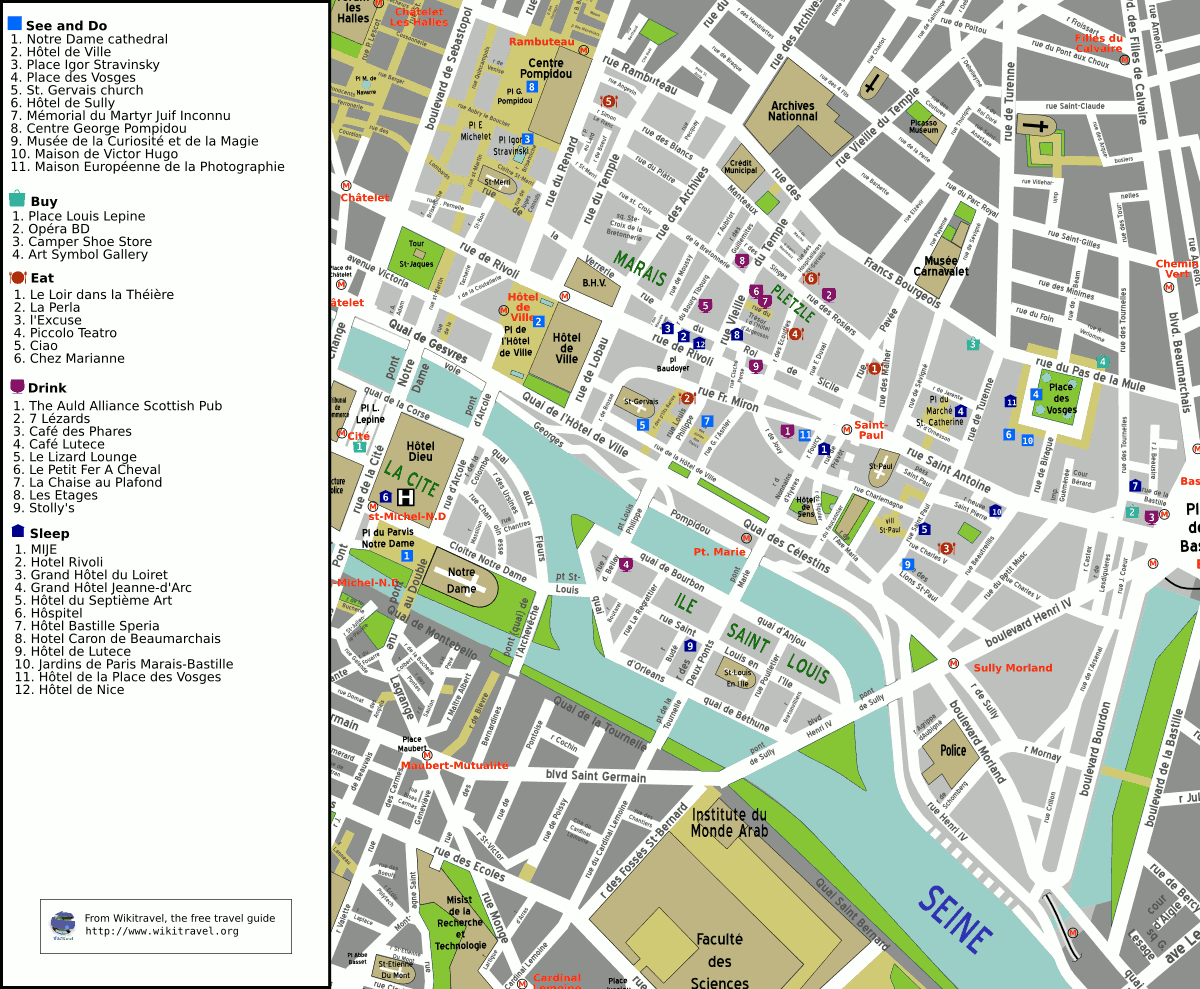
Karte des 4. Arrondissements

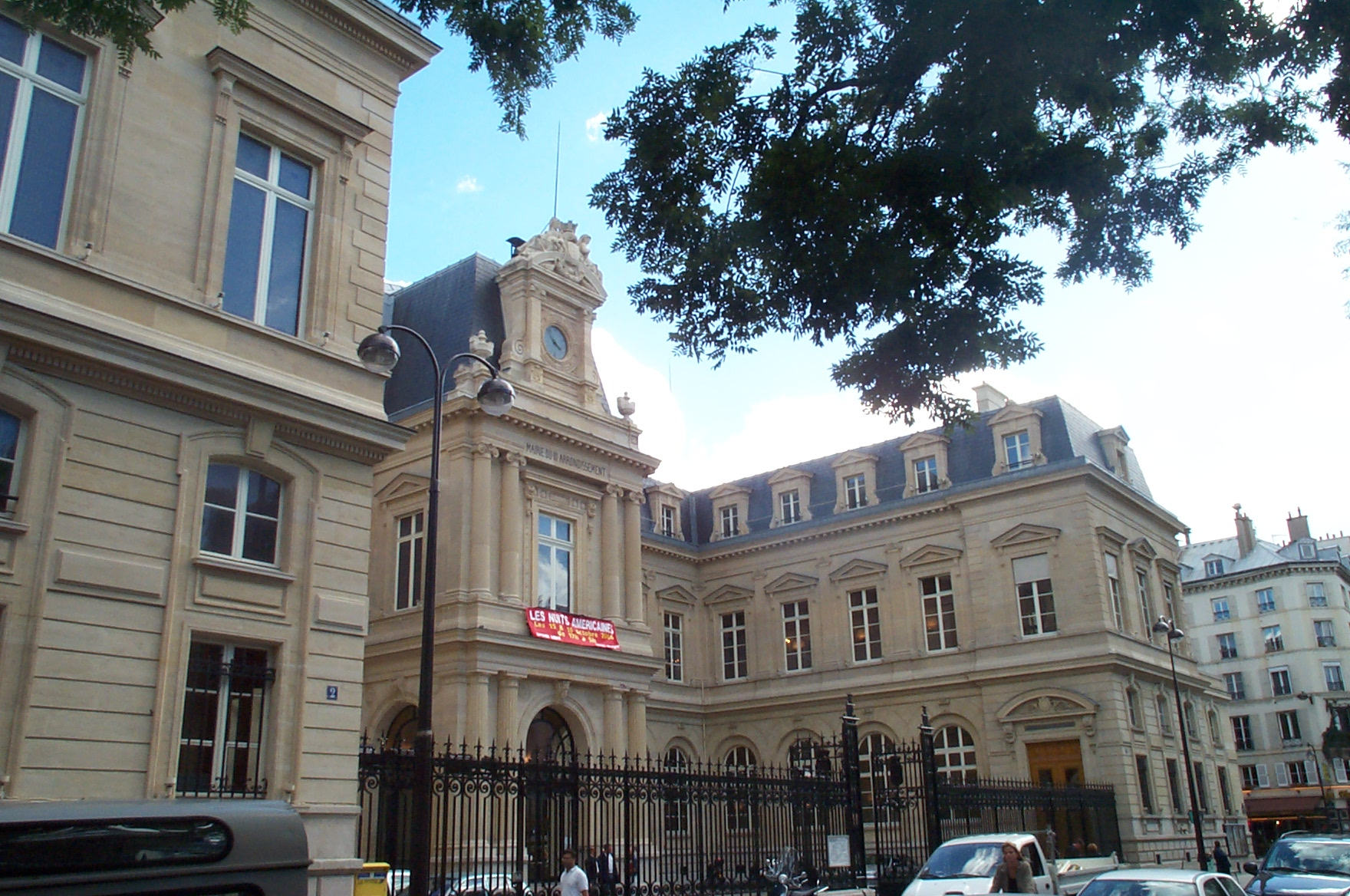
Bürgermeisteramt des übergeordneten Verwaltungsbezirks Paris Centre im 3. Arrondissement

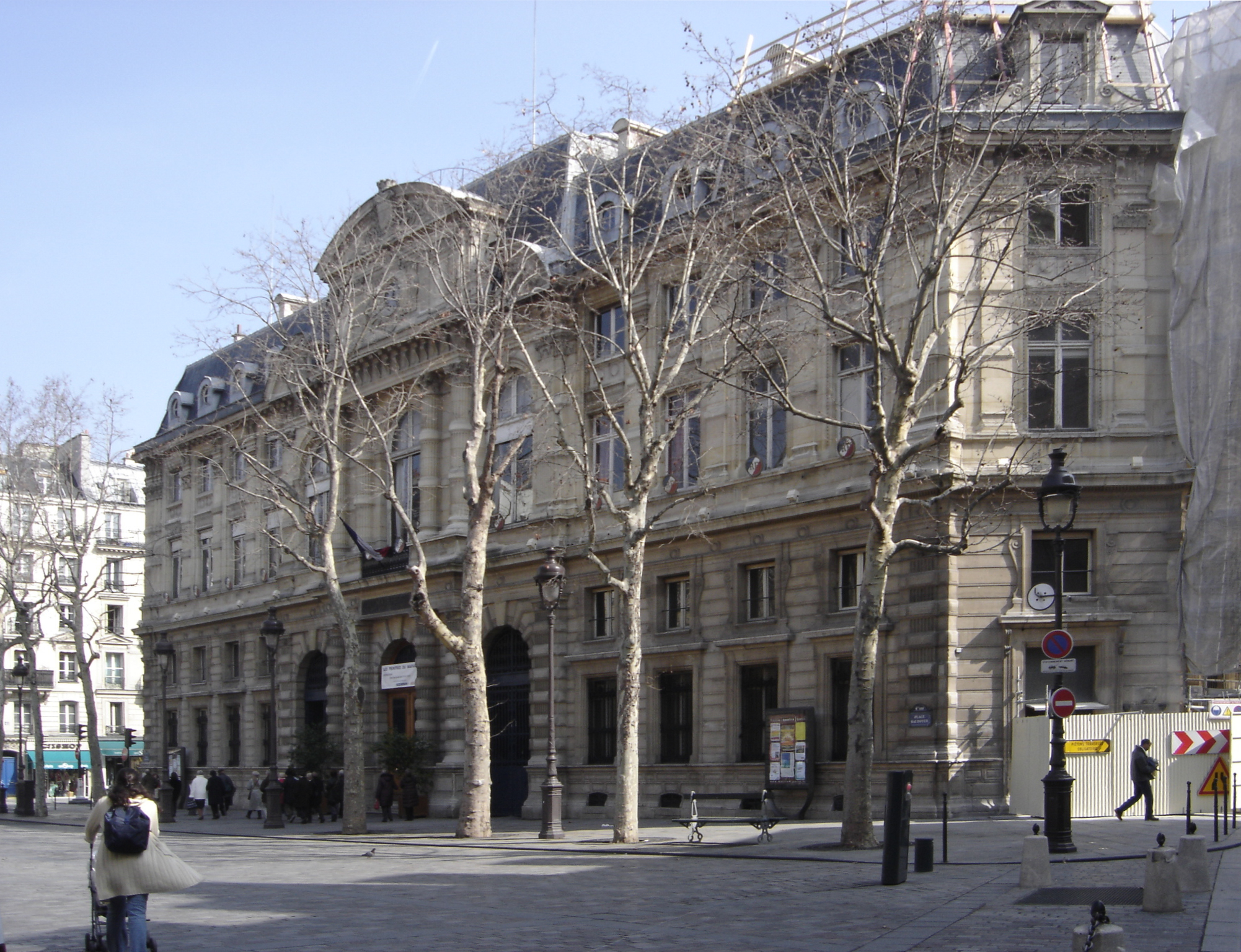
Ehemaliges Bürgermeisteramt des 4. Arrondissements

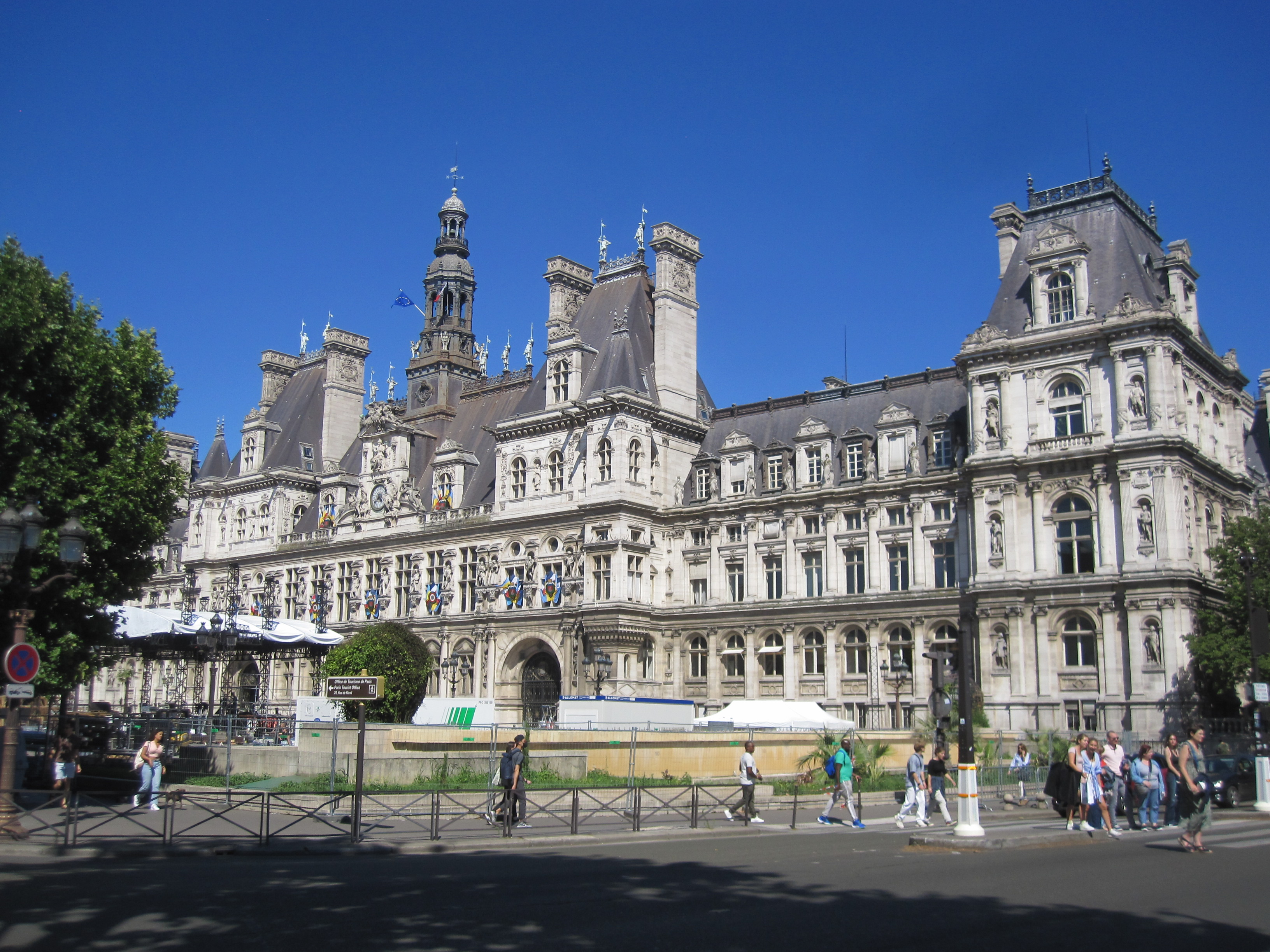
Rathaus der Stadt Paris: das Hôtel de Ville

Das 4. Pariser Arrondissement, das Arrondissement de l’Hôtel de Ville, gehört zu den ältesten Teilen der Stadt. Seine Südgrenze ist das Nordufer der Seine im Stadtzentrum. Die Geschichte des Arrondissements (Stadtbezirk) findet ihren Ursprung in den frühen Siedlungen auf den Seineinseln und des Weiteren in der Ausdehnung der Stadt im 16. Jahrhundert. Seit 2020 hat es keine eigene Verwaltung mehr, sondern bildet zusammen mit dem 1., 2. und 3. Arrondissement den Sektor Paris Centre.

## Geographische Lage
Das 4. Arrondissement liegt unmittelbar am rechten Seineufer. Es grenzt im Westen an das 1. Arrondissement, im Norden an das 3. Arrondissement und im Osten an das 11. und 12. Arrondissement. Auf der gegenüberliegenden Seineseite liegt das 5. Arrondissement. Der östliche Teil der Île de la Cité sowie die Île Saint-Louis gehören ebenso zum 4. Arrondissement. Seine Umrisse werden – im Uhrzeigersinn beginnend in der Südwestecke – markiert vom Boulevard de Sébastopol (im Westen), der Rue Rambuteau mit ihrer Fortsetzung Rue des Francs Bourgois (im Norden), dem Boulevard Beaumarchais im Nordosten und dem nicht überbauten, in die Seine einmündenden Unterstück des Canal Saint-Martin. Südliche Begrenzung sind die Südufer der beiden Seine-Inseln Île de la Cité (genau: der Abschnitt östlich der Pont au Change) sowie Île Saint-Louis.
Der größte Teil des Arrondissements liegt auf dem Gebiet des historischen Viertels Marais. Ausnahme ist lediglich der südöstliche, vom Boulevard Henry IV sowie der Pont de Sully abgetrennte Teil des Quartier de l’Arsenal; dieser wird von den städtischen Arsenal-Gebäuden sowie anderer neuerer Bebauung dominiert. Zentrale West–Ost-Durchgangsstraße ist die Rue de Rivoli und ihre östliche Verlängerung Rue Saint-Antoine. Mittelpunkt des Arrondissements und gleichzeitig sein Namensgeber ist das städtische Rathausgebäude Hôtel de Ville mit dazugehörigem Platz. Weitere markante Punkte sind die Kathedrale Notre Dame de Paris, der Place de la Bastille, der Place des Vosges auf der nördlichen Seite sowie – an der Grenzlinie zum 1. Arrondissement – der Tour Saint-Jacques.
Bauwerke aus der Zeit, in der das Marais zum bevorzugten Ansiedlungspunkt von Adligen und Klerus avancierte, sind vor allem im Abschnitt südlich der Rue Saint-Antoine anzutreffen. Nördlich von Rue de Rivoli/Rue Saint-Antoine ist vor allem die Rue des Rosiers ein Hot-Spot des stark von jüdischen Lebens geprägten Quartiers. Eine auf das 17. Jahrhundert zurückgehende Bebauung offeriert auch die östliche der beiden Seine-Inseln, die Île Saint-Louis. Als Seine-Anrainer tangieren das 4. Arrondissement – von West nach Ost – die folgenden Brücken: Pont au Change, Pont Notre-Dame, Pont d’Arcole, Pont Louis-Philippe, Pont Marie, Pont de Sully und, als Verbindung zwischen den beiden Inseln, Pont Saint-Louis.

## Geschichte
Der am rechten Seine-Ufer gelegene Teil des heutigen Arrondissements gehörte in der römischen Zeit zum Einzugsbereich der antiken Stadt Lutetia. Deren Kernfläche war das Gebiet der Île de la Cité sowie eine römische Ansiedlung auf dem linken Seine-Ufer. Erste Befestigungsanlagen auf der – bis in nachchristliche Zeit vom gallischen Stamm der Parisier genutzten – Insel entstanden ab dem 3. Jahrhundert. Unter der fränkischen Herrschaft im Frühmittelalter avancierte die – zwischenzeitlich unter dem Namen Paris firmierende – Ansiedlung zur Residenzstadt. Während der Karolingerherrschaft war Paris wiederholt Überfällen der Wikinger ausgesetzt – 845, 858, 861 und 869. Bei der letzten, 13 Monate währenden Belagerung 885–886 wurden die ungeschützten Bereiche außerhalb der Île de la Cité völlig zerstört.

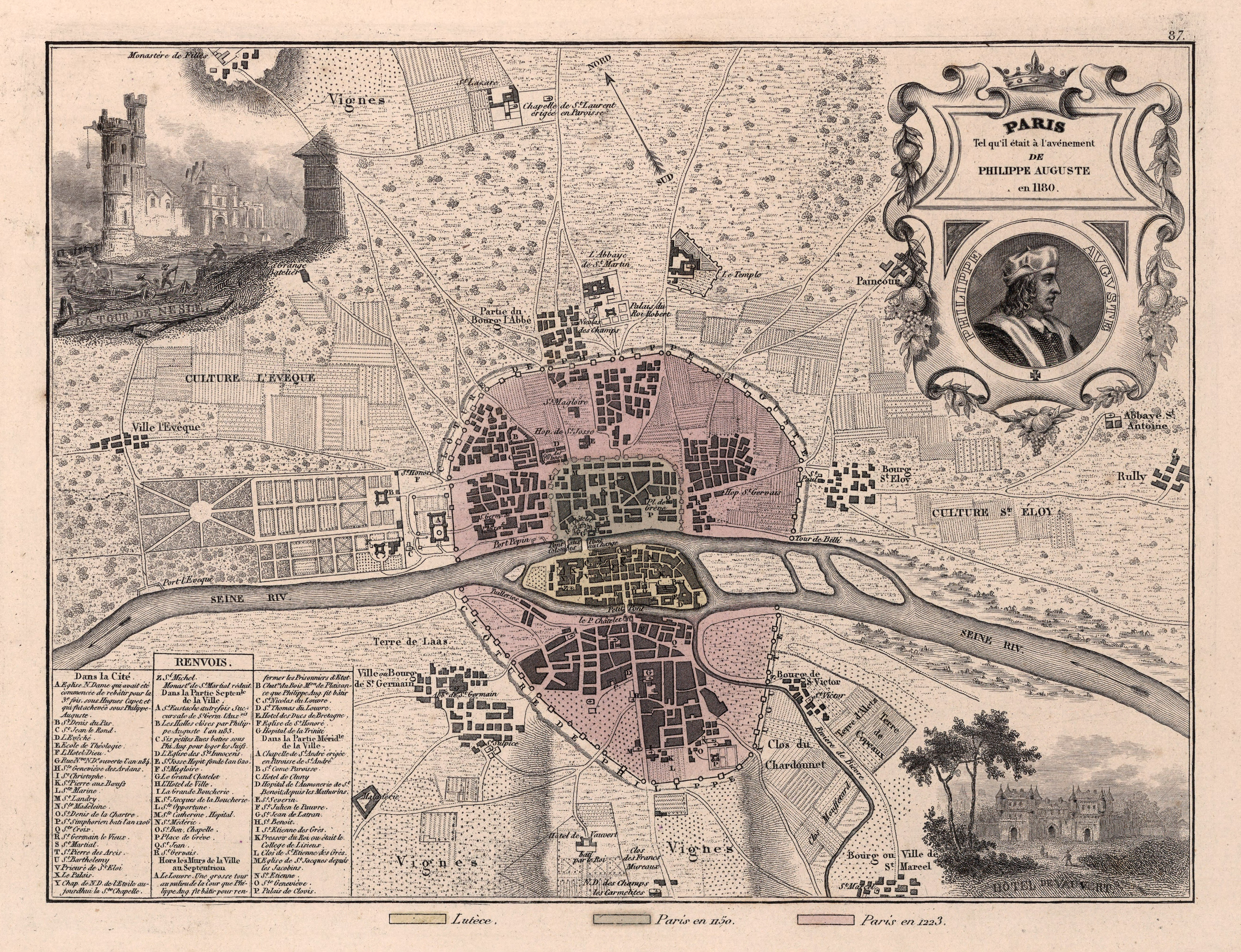
Ausdehnung von Paris um 1200

Ein kontinuierliches Wachstum setzte erst unter der Herrschaft der Kapetinger ein. Das vorher lediglich temporär besiedelte Gebiet auf dem rechten Seine-Ufer wurde Zug um Zug Teil der Stadt. Als zentraler Anlaufpunkt für den Flusshandel diente der Uferbereich unweit des heutigen Hôtel de Ville. Die Île de la Cité entwickelte sich zum religiösen und politischen Zentrum, gekrönt durch den Bau der Kathedrale Notre-Dame de Paris, deren Grundstein 1163 gelegt wurde. Auf dem rechten Seine-Ufer entstanden wichtige Strukturen wie das Hôtel de Ville sowie der davor liegende, heute mit der Zusatzbezeichnung Esplanade de la Libération versehene Place de l’Hôtel de Ville, deren Ursprünge ins 14. Jahrhundert zurückreichen. Die Bastille, 1370 als Festung errichtet, markierte das östliche Ende der Stadt.
Die mittelalterliche Stadtentwicklung konzentrierte sich zunächst im westlichen, gegenüber der Île de la Cité gelegenen Teil des Arrondissements. Die Besiedlung der benachbarten – lange Zeit lediglich als Viehweide genutzten und durch einen heute nicht mehr existenten Seine-Arm in zwei Teile geteilten – Île Saint-Louis setzte erst im 17. Jahrhundert ein. Die Besiedlung des auf dem gegenüberliegenden Seineufer gelegenen Marais, eines ehemaligen Sumpfgebiets, setzte ab dem späten Mittelalter ein. Befördert wurde diese Erschließung durch die Ende des 13. Jahrhunderts errichtete Stadtmauer Philipps II. August, die den größten Teil des heutigen 4. Arrondissements mit umschloss.
Das Marais-Viertel erlebte im späten Mittelalter und während der Renaissance einen beispiellosen Aufschwung. Zahlreiche Stadtpaläste und religiöse Bauten entstanden auf dem Terrain – darunter das Hôtel de Sully und das Hôtel Carnavalet. Der Place des Vosges, eingeweiht 1612, avancierte zum architektonischen Juwel der Barock-Ära. Stadtgeografisch war die Abwanderung von Adel und Klerus in den Ostteil des historischen Zentrums insofern bedeutsam, als so auch dieses bislang eher periphere Gebiet eine deutliche Aufwertung erfuhr.

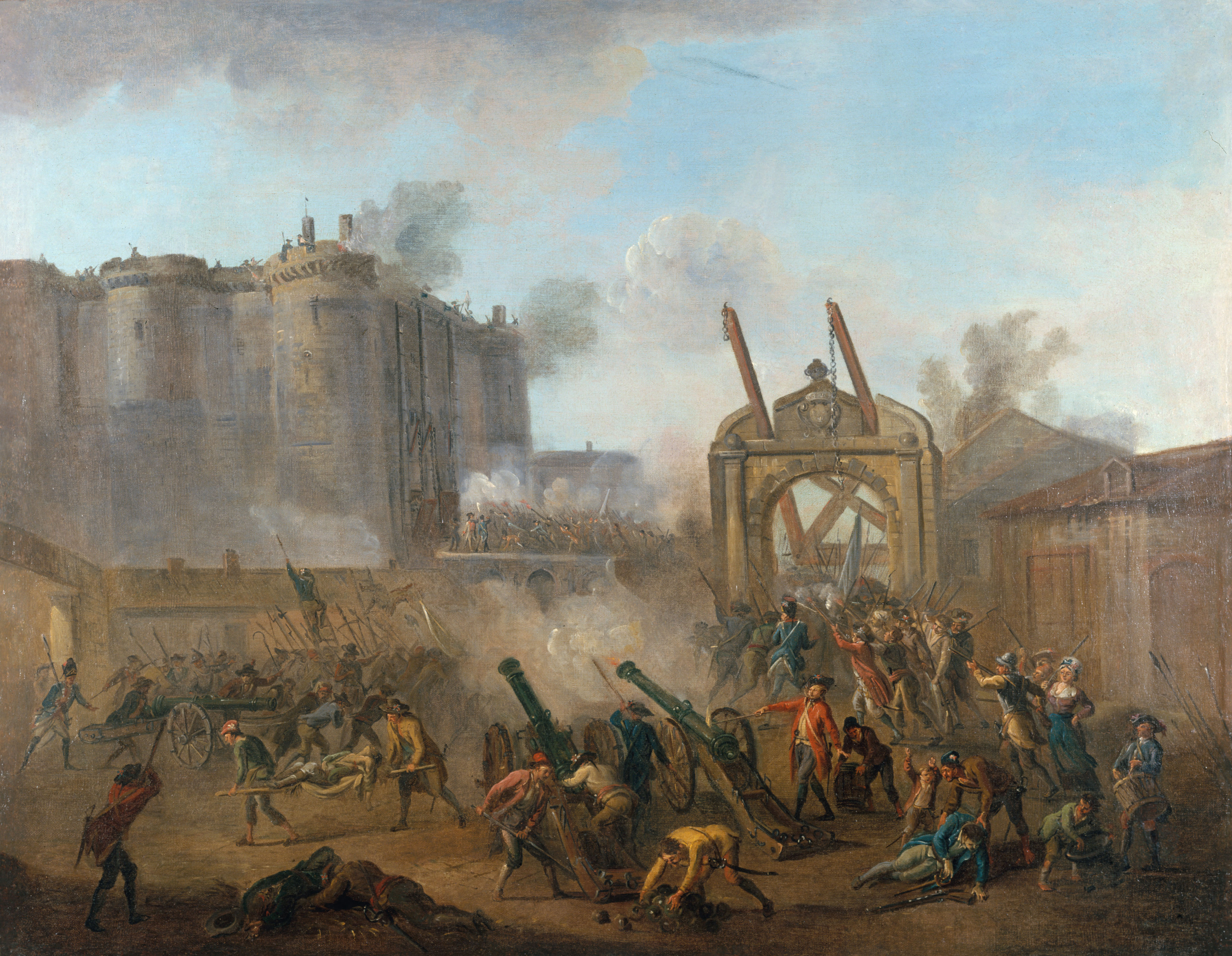
Sturm auf die Bastille. Gemälde von Jean-Baptiste Lallemand

Während der Französischen Revolution war das Terrain des Arrondissements eine zentraler Schauplatz. Der Sturm auf die Bastille 1789 leitete das Ende des Ancien Régime ein. Der unmittelbar danach in Angriff genommene Abriss der Festung beseitigte unter anderem auch ein bauliches Hindernis zwischen dem Zentrum und den östlich gelegenen Vorstädten – insbesondere dem Faubourg Saint-Antoine. Eine weitere bedeutsame Etappe bei der Umgestaltung des heutigen Place de la Bastille war die Errichtung der Julisäule 1840 – ein Manifest für die Gefallenen der Julirevolution von 1830, welche die Restaurationszeit beendete. Das Hôtel des Ville sowie die umliegenden Straßenzüge spielten auch während der Pariser Kommune 1871 eine wichtige Rolle. Das Rathaus fungierte als Sitz des Rats der Kommune; im Zug der Rückeroberung der Stadt durch die „Versailler“ während der blutigen Maiwoche fanden in der Gegend heftige Kämpfe statt.
Die großflächige Stadtmodernisierung durch Baron Haussmann im 19. Jahrhundert, die unter anderem die Zwangsumsiedlung von 25.000 Einwohnern der Ile de la Cité zur Folge hatte, ließ das Marais weitgehend unberührt. Das Viertel, einst eine Hochburg des Adels, wandelte sich in eine Gegend der Handwerker und Händler. Die jüdische Gemeinde, die seit dem Mittelalter im Marais ansässig war, blieb trotz wiederkehrender Verfolgungen präsent. Vor allem in der Rue des Rosiers etablierte sich ein kulturelles und religiöses Zentrum, das bis heute Bestand hat. Das Arsenal, ursprünglich eine militärische Einrichtung, wurde mit der Schließung der Bastille schrittweise in ein kulturelles und urbanes Areal umgewandelt. Heute beherbergt es die Bibliothèque de l’Arsenal und grenzt an den Canal Saint-Martin, dessen Umgebung im 21. Jahrhundert zu einem Hot-Spot der Gentrifizierung avanciert ist. Weitere bedeutsame Punkte in jüngerer Zeit waren die Eröffnung des Centre Georges-Pompidou (1977) sowie der Opéra Bastille am Place des la Bastille (1989).

## Viertel im 4. Arrondissement

Lage der Stadtviertel im 4. Arrondissement

Das 4. Arrondissement besteht aus den folgenden vier Stadtvierteln:
- Quartier Saint-Merri
- Quartier Saint-Gervais
- Quartier de l’Arsenal
- Quartier Notre-Dame

Nach der offiziellen Zählung der Pariser Stadtviertel handelt es sich dabei um die Quartiers 13 bis 16.
Ein Teil des 4. (und 3.) Arrondissement wird auch als Marais bezeichnet.

## Bevölkerung
Laut einer Bevölkerungsschätzung von 2012/2022 sind 28.039 Einwohner im 160 ha großen Arrondissement gemeldet. Das entspricht einer Bevölkerungsdichte von 17.524 Einwohnern pro Quadratkilometer. Der Bevölkerungszuwachs zwischen 2015 und 2022 verlief mit 0,46 % eher moderat. 13.731 der aufgeführten Bewohner waren männlich, 14.593 weiblich, 3749 jünger als 18 Jahre, 19.638 zwischen 18 und 65 und 4937 über 65 Jahre. Die französische Staatsbürgerschaft besaßen 24.412, eine andere 3912. Als Nichtimmigranen führte die Statistik 23.046 Bewohner auf, als Immigranten 5278.
Das Arrondissement hatte im Jahr 1861 noch über 108.000 Einwohner, dies nahm bis 1954 auf unter 67.000 ab. In den 1960er- und 1970er-Jahren folgte – wie in den anderen Arrondissements des Stadtkerns – eine weitere starke Bevölkerungsabnahme. Ab 1982 hat sich der Rückgang der Einwohnerzahl jedoch deutlich verlangsamt. Seit dem Tiefststand von 27.887 im Jahr 2011 gibt es wieder eine leichte Zunahme.
Der nördliche Teil des 4. Arrondissements ist das traditionelle Zentrum der jüdischen Gemeinde von Paris. Heute lebt hier eine große Gemeinschaft von orthodoxen Juden, deren Läden und Restaurants entlang der Rue des Rosiers zum Anziehungspunkt für Touristen geworden sind. Die einstigen Adelspaläste im Marais waren zu Beginn des 20. Jahrhunderts Anziehungspunkt für mittellose Zuwanderer aus der französischen Provinz und aus Osteuropa, sie beherbergten kleine Handwerksbetriebe und Fachgeschäfte. Ende der 1960er Jahre setzte mit der Sanierung der alten hôtels particuliers eine Entwicklung der Gentrifizierung ein, die mittlerweile vollständig abgeschlossen ist. Das 4. Arrondissement wird von zahlreichen Künstlern und Intellektuellen bewohnt. Zunehmend unterhalten hier wie auch in anderen Innenstadtbezirken von Paris ausländische Millionäre und vermögende Investoren Zweitwohnungen, was seit längerem auf den Inseln Île de la Cité und Île Saint-Louis der Fall ist. Außerdem ist das Arrondissement ein Zentrum der Pariser LGBT-Szene.

## Politik und Verwaltung
Bis 2020 hatte das 4. Arrondissement einen eigenen Bezirksbürgermeister und einen Bezirksrat (Conseil d’arrondissement). Seither wird es zusammen mit dem 1., 2. und 3. Arrondissement als Sektor Paris Centre verwaltet.

### Rathaus
Das ehemalige Rathaus des 4. Arrondissements steht am Place Baudoyer 2.

### Bürgermeister
Der letzte eigene Bürgermeister des 4. Arrondissements war von 2017 bis 2020 Ariel Weil von der Parti socialiste (PS). Bei der Kommunalwahl 2020 wurde Weil zum Bürgermeister des neuen Sektors Paris Centre gewählt.

## Sehenswürdigkeiten
- Centre Georges Pompidou

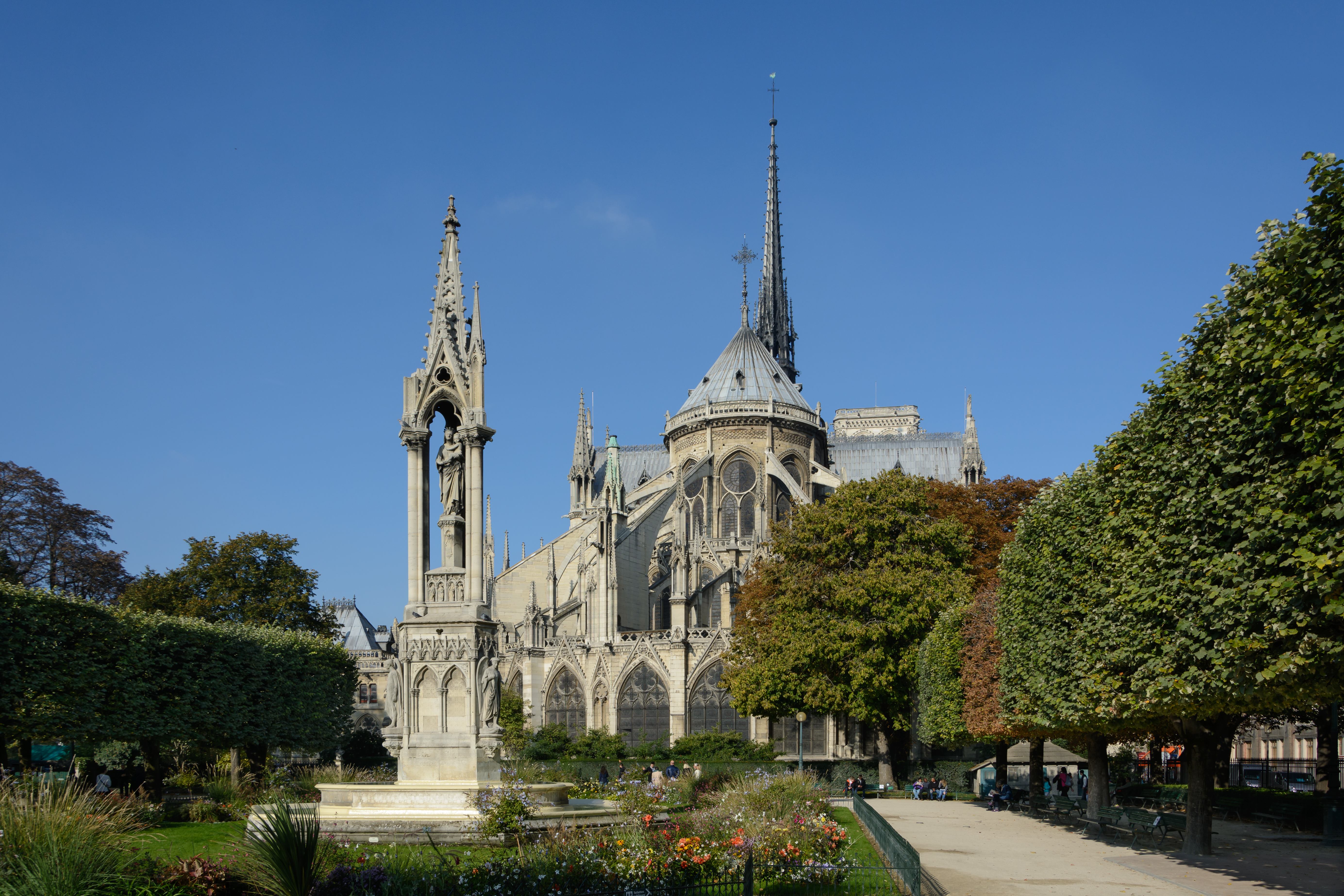
Square Jean XXIII und Apsis der Kathedrale Notre-Dame

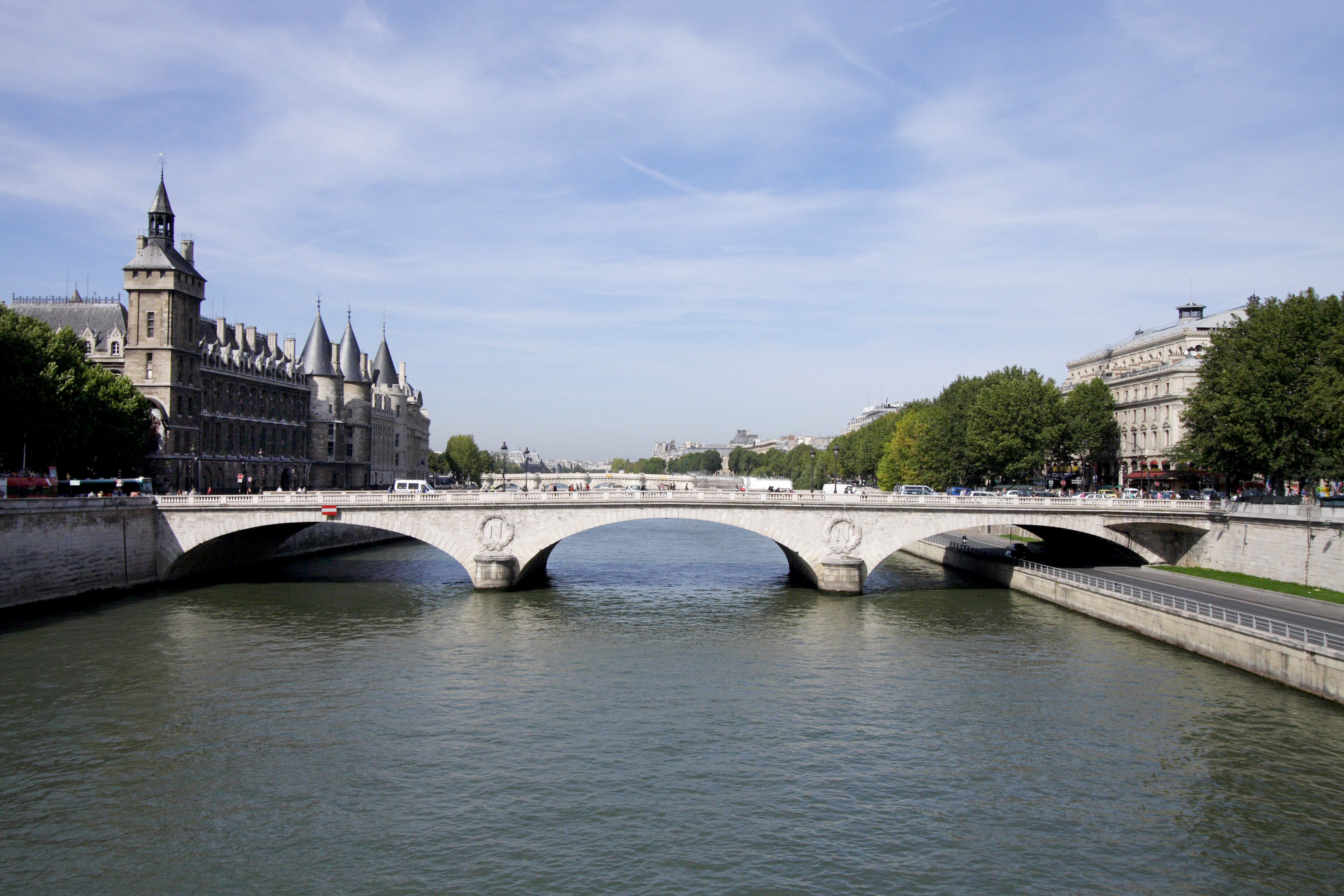
Pont au Change

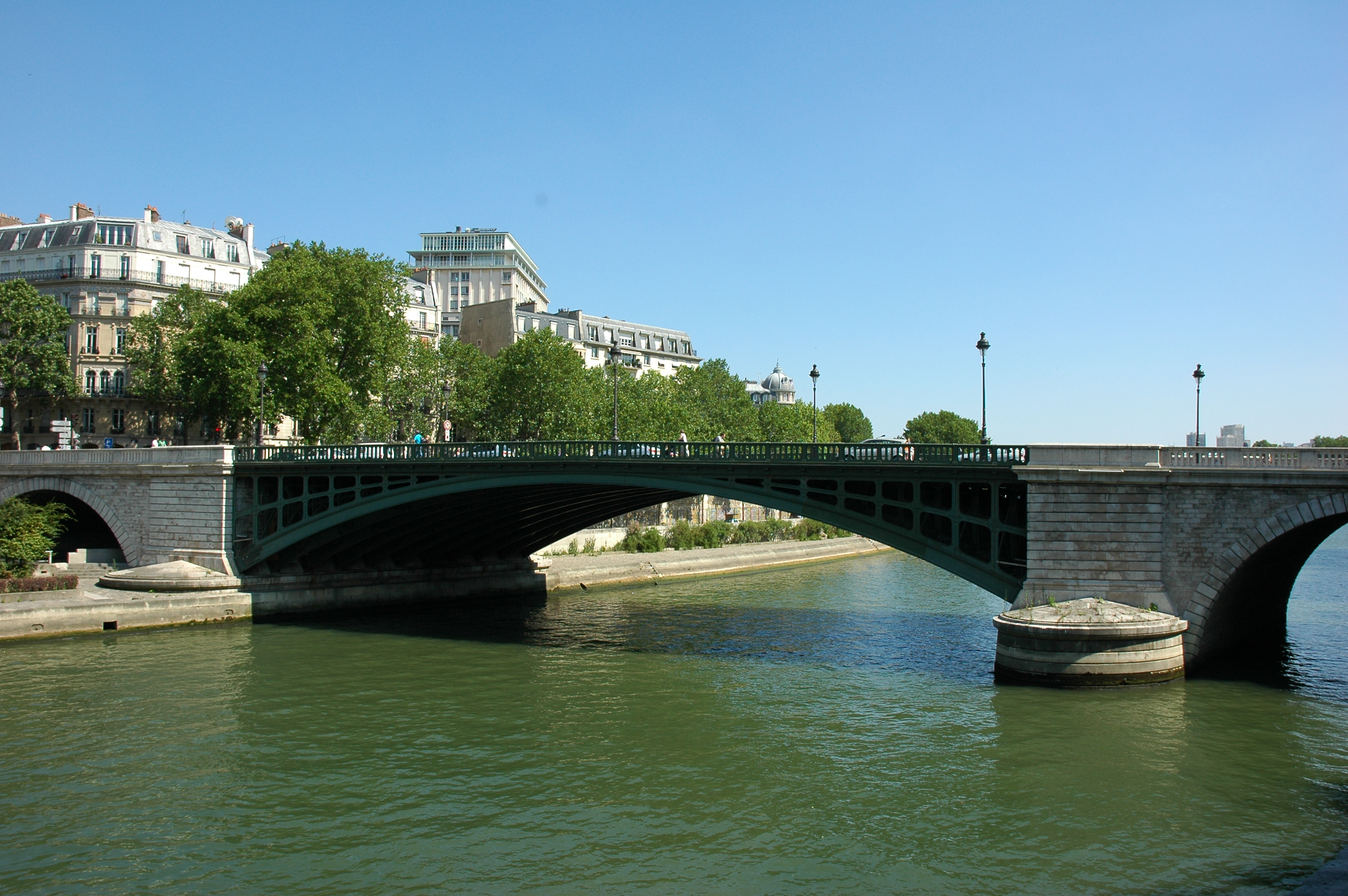
Pont de Sully

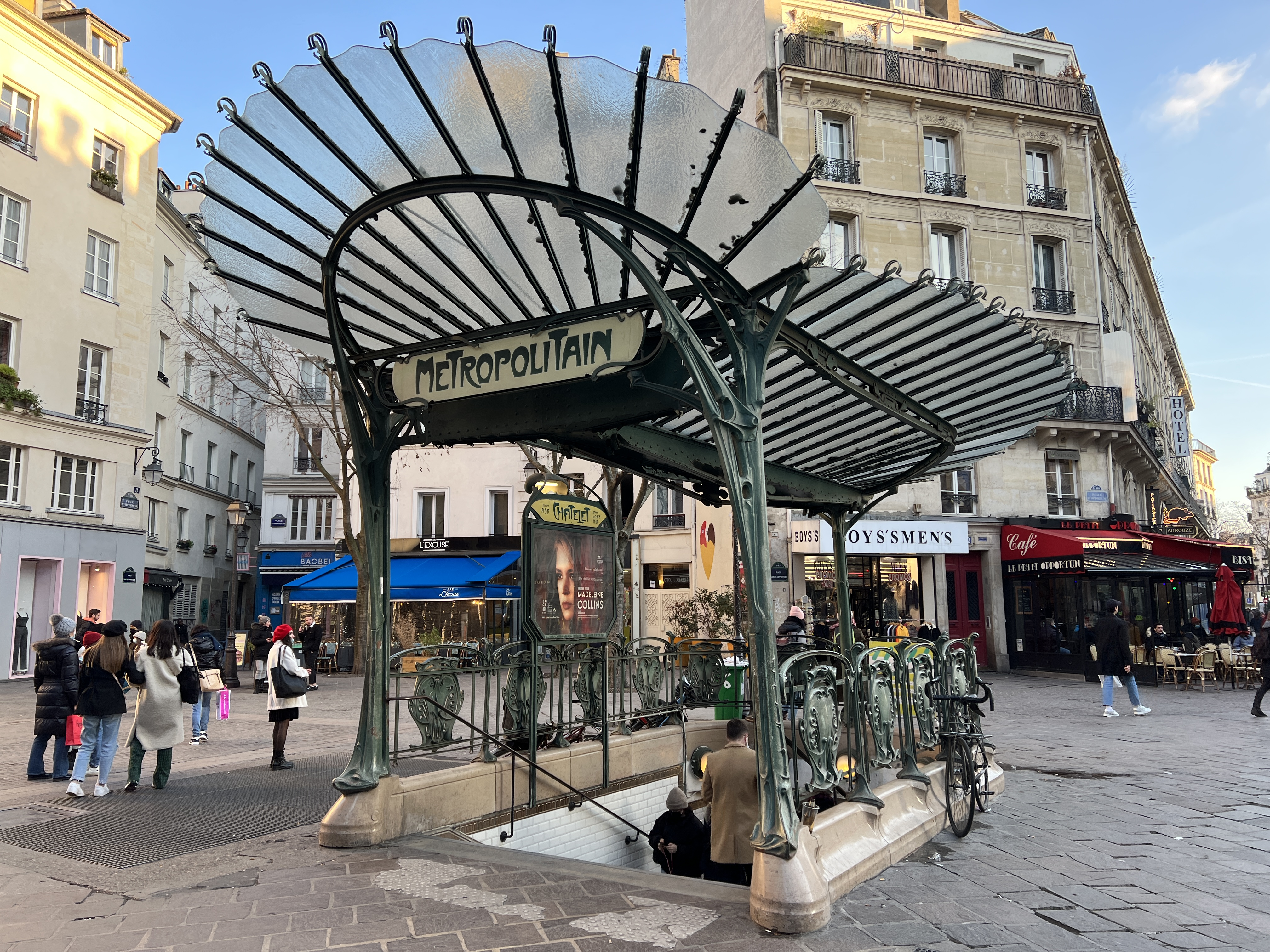
Métro-Station Châtelet

- Cité Internationale des Arts Paris
- Église des Billettes
- Haus von Victor Hugo
- Hôtel de Beauvais
- Hôtel de Sens
- Hôtel de Sully
- Hôtel de Ville
- Hôtel-Dieu
- Hôtel Lambert
- Hôtel de Lamoignon
- Notre-Dame de Paris
- Mémorial des Martyrs de la Déportation
- Mémorial de la Shoah
- Maison européenne de la Photographie (Museum)
- Musée Mickiewicz
- Pavillon de l’Arsenal
- Place de la Bastille
- Place des Vosges
- Église Saint-Gervais-Saint-Protais
- Église Saint-Louis-en-l’île (auf der Île Saint-Louis)
- Église Saint-Paul-Saint-Louis
- Église Saint-Merri
- Synagoge der Rue Pavée
- Théâtre de la Ville
- Tour Saint-Jacques

Nicht mehr vorhanden sind die königlichen Paläste Hôtel Saint-Paul und Hôtel des Tournelles.

Sehenswürdigkeiten, Plätze und Straßen
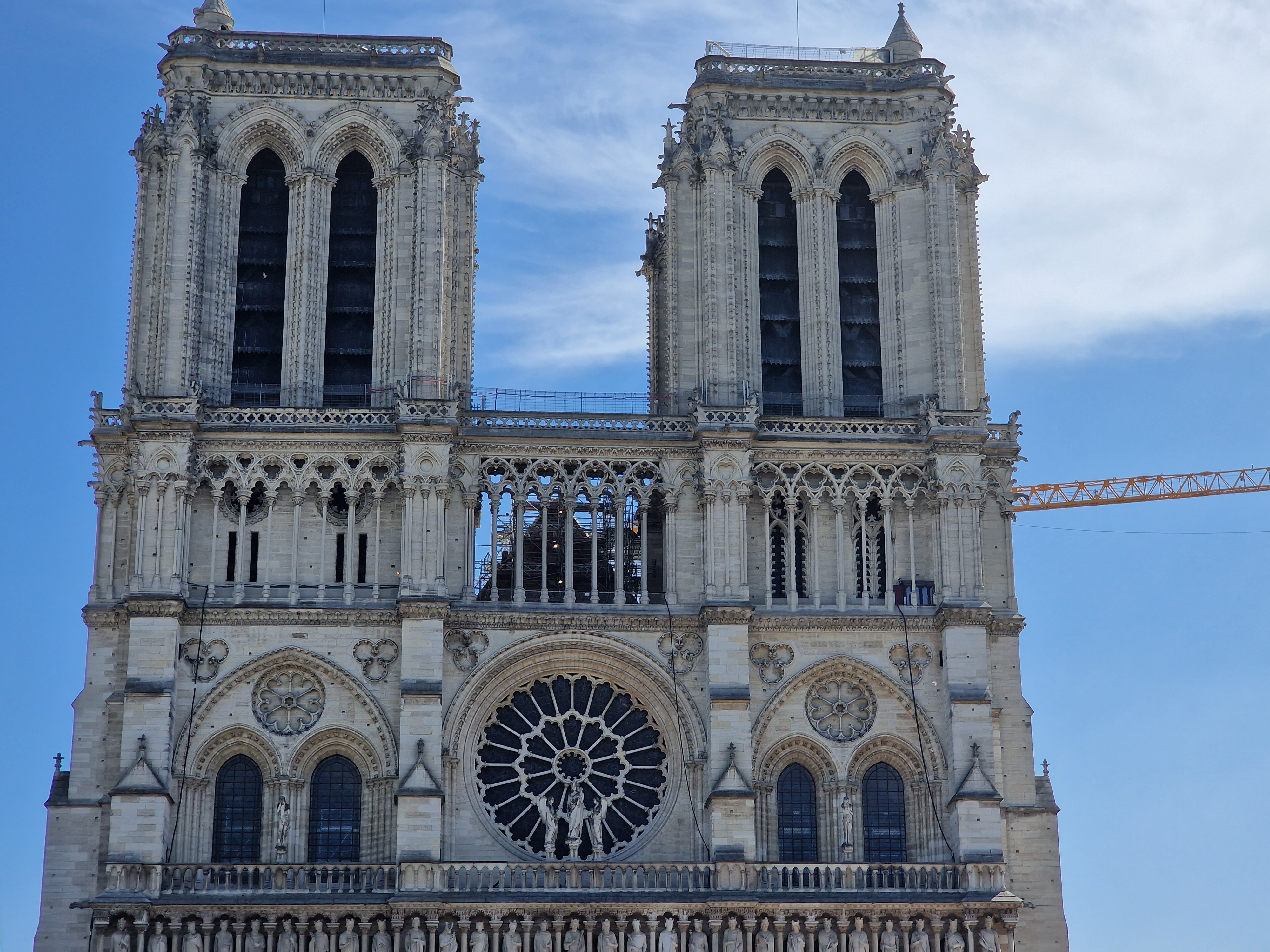
Kathedrale Notre Dame
Centre Georges Pompidou
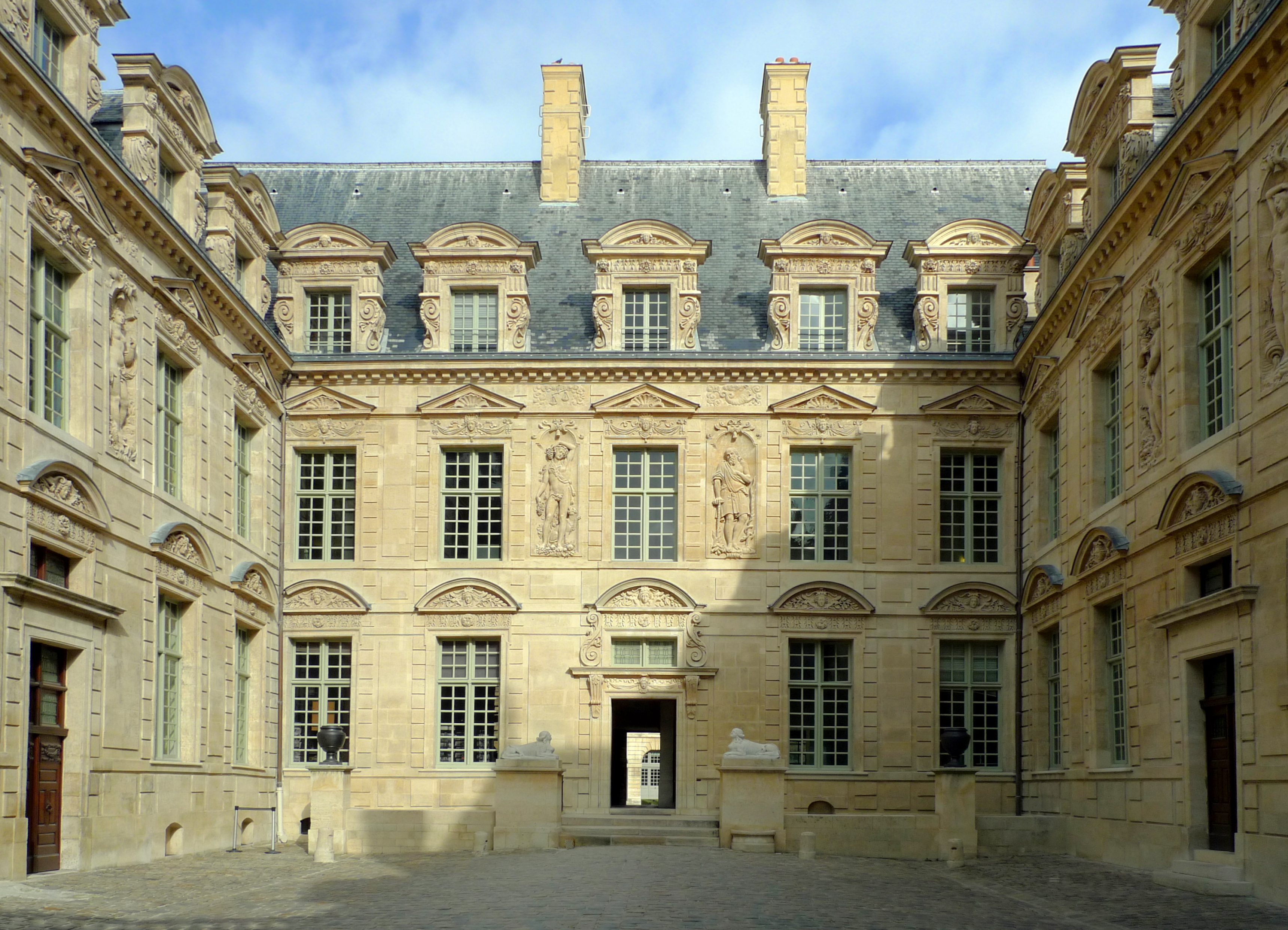
Hof des Hôtel de Sully
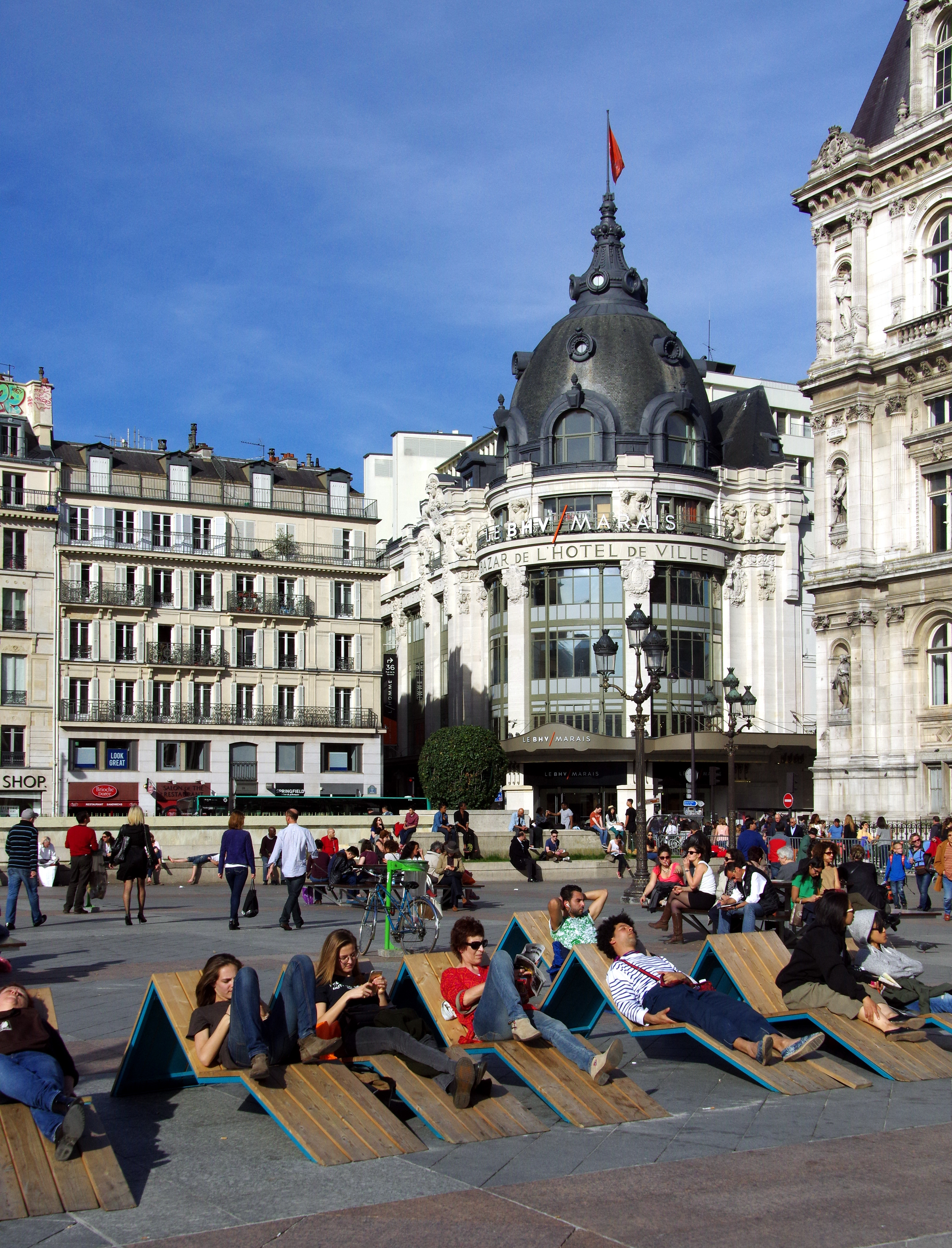
Bazar auf dem Place de l’Hôtel de Ville
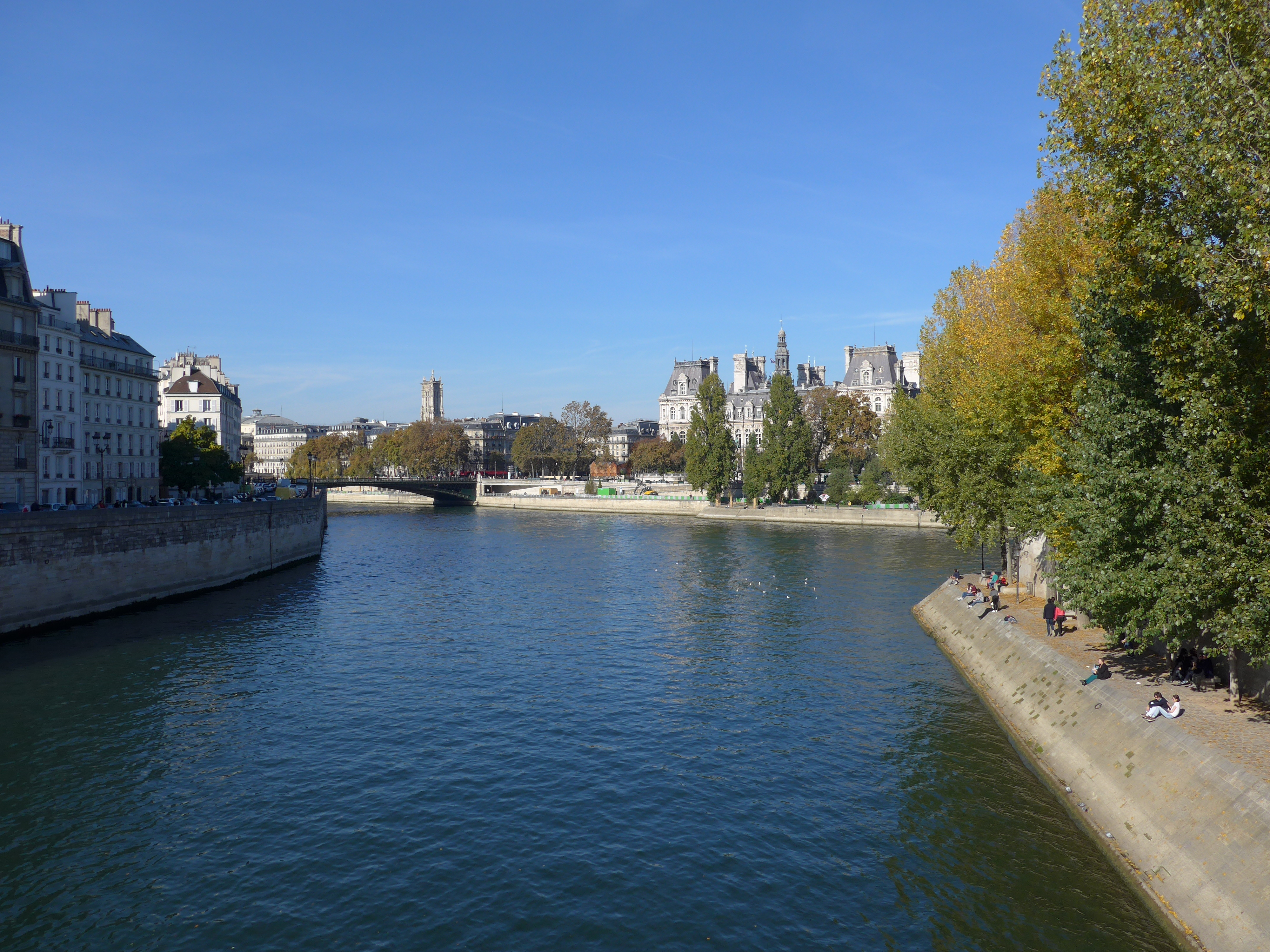
Seine mit Blick auf das Hôtel de Ville
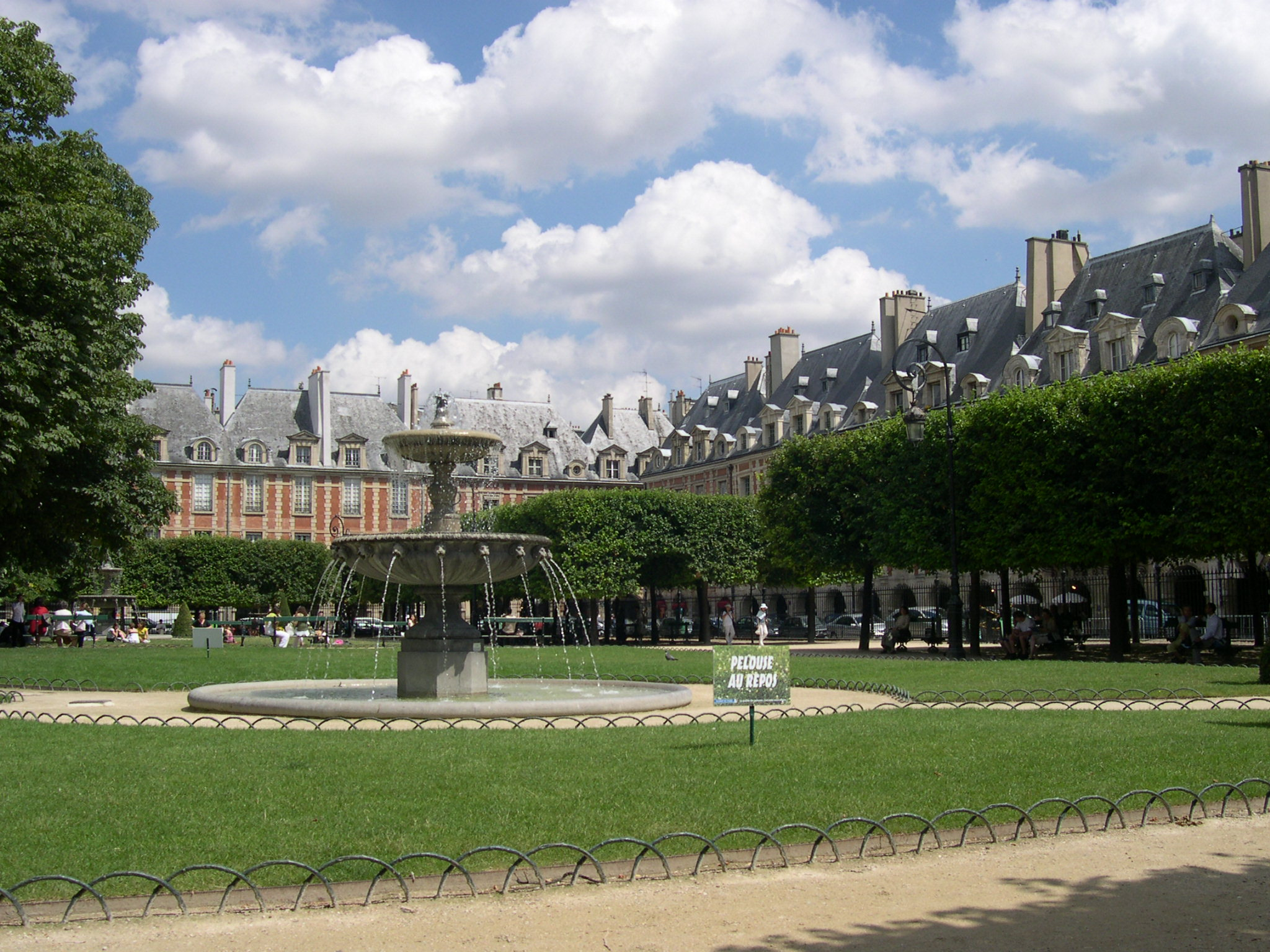
Place des Vosges
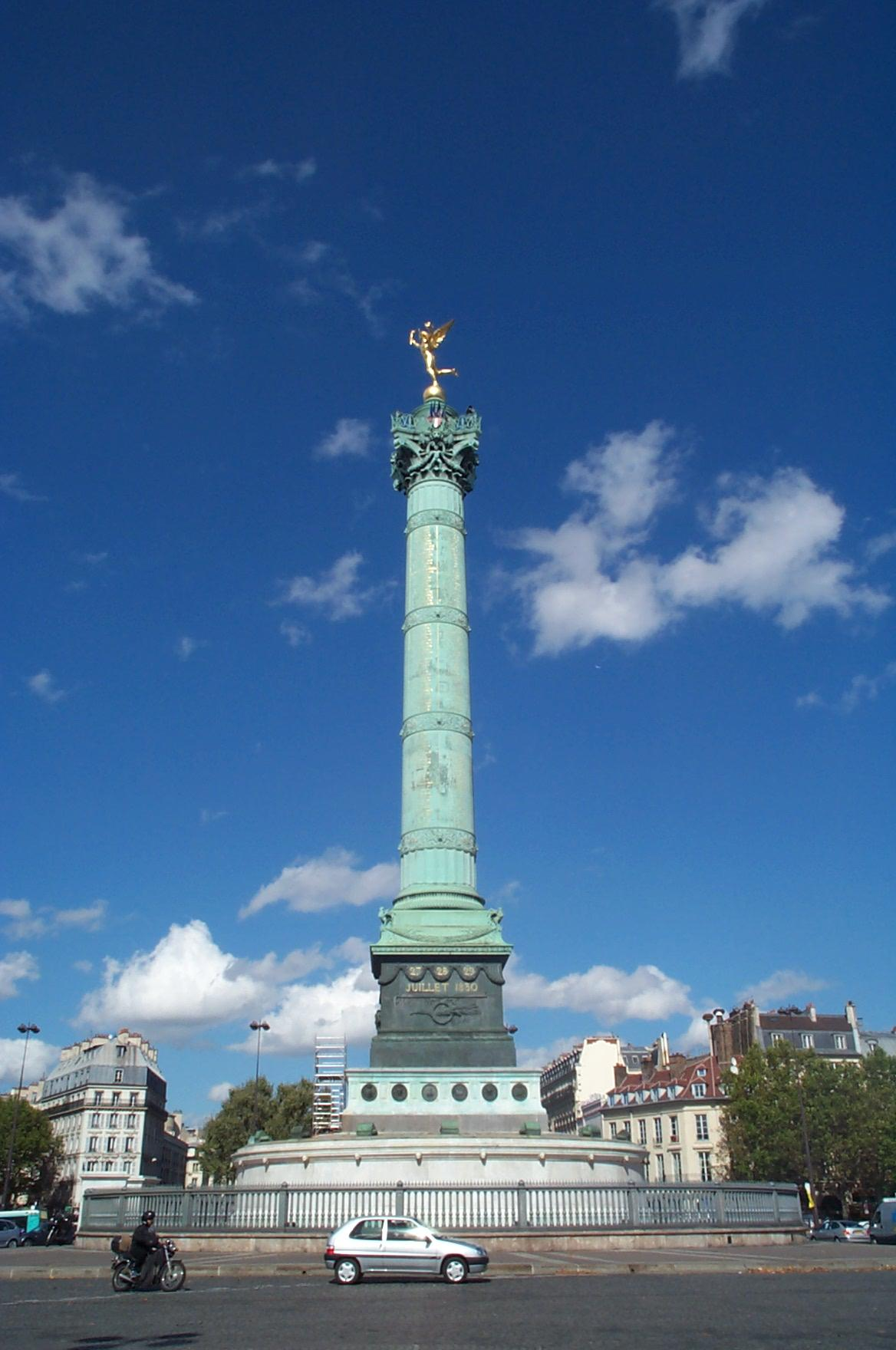
Julisäule auf der Place de la Bastille
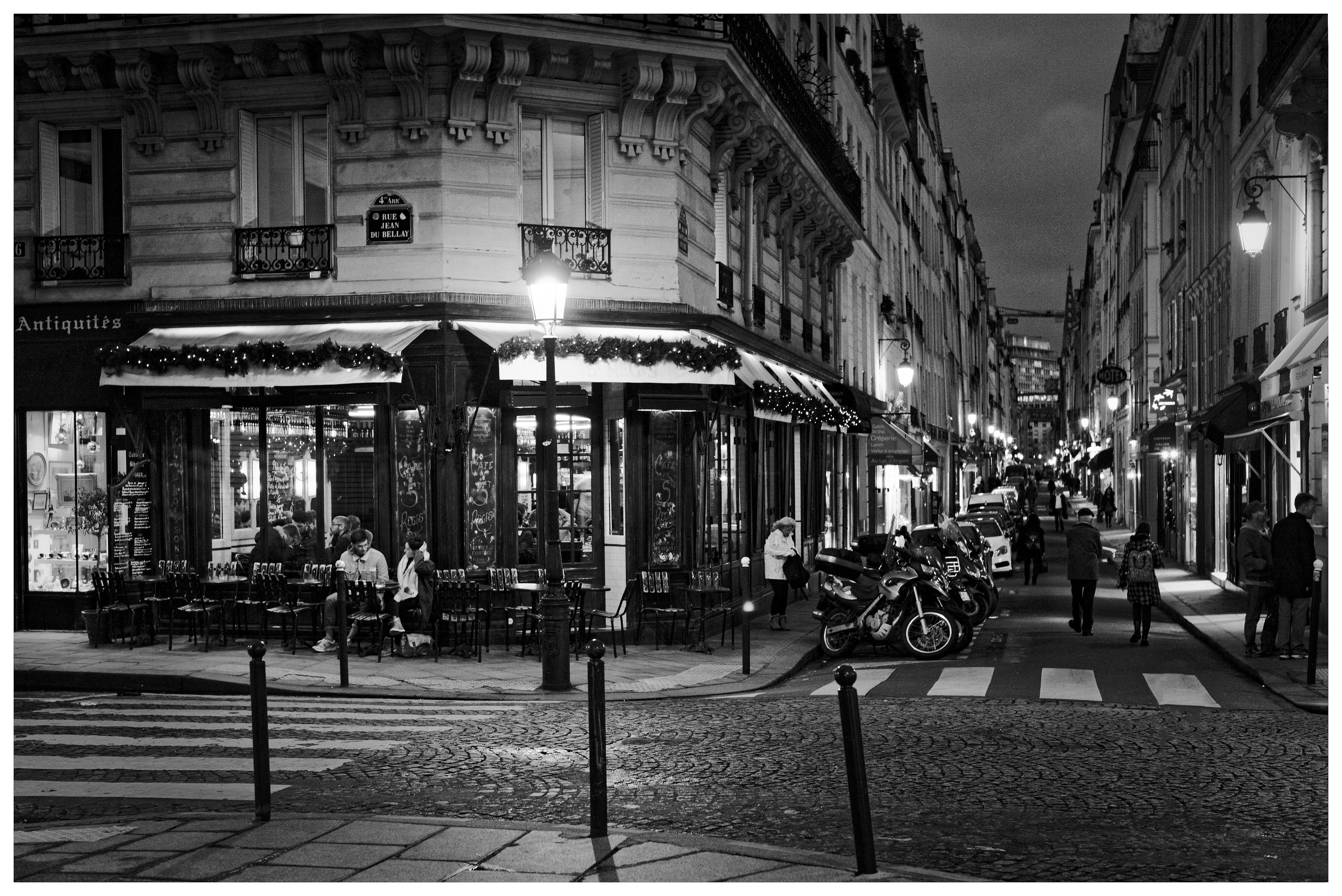
Straßenecke auf der Ile Saint-Louis
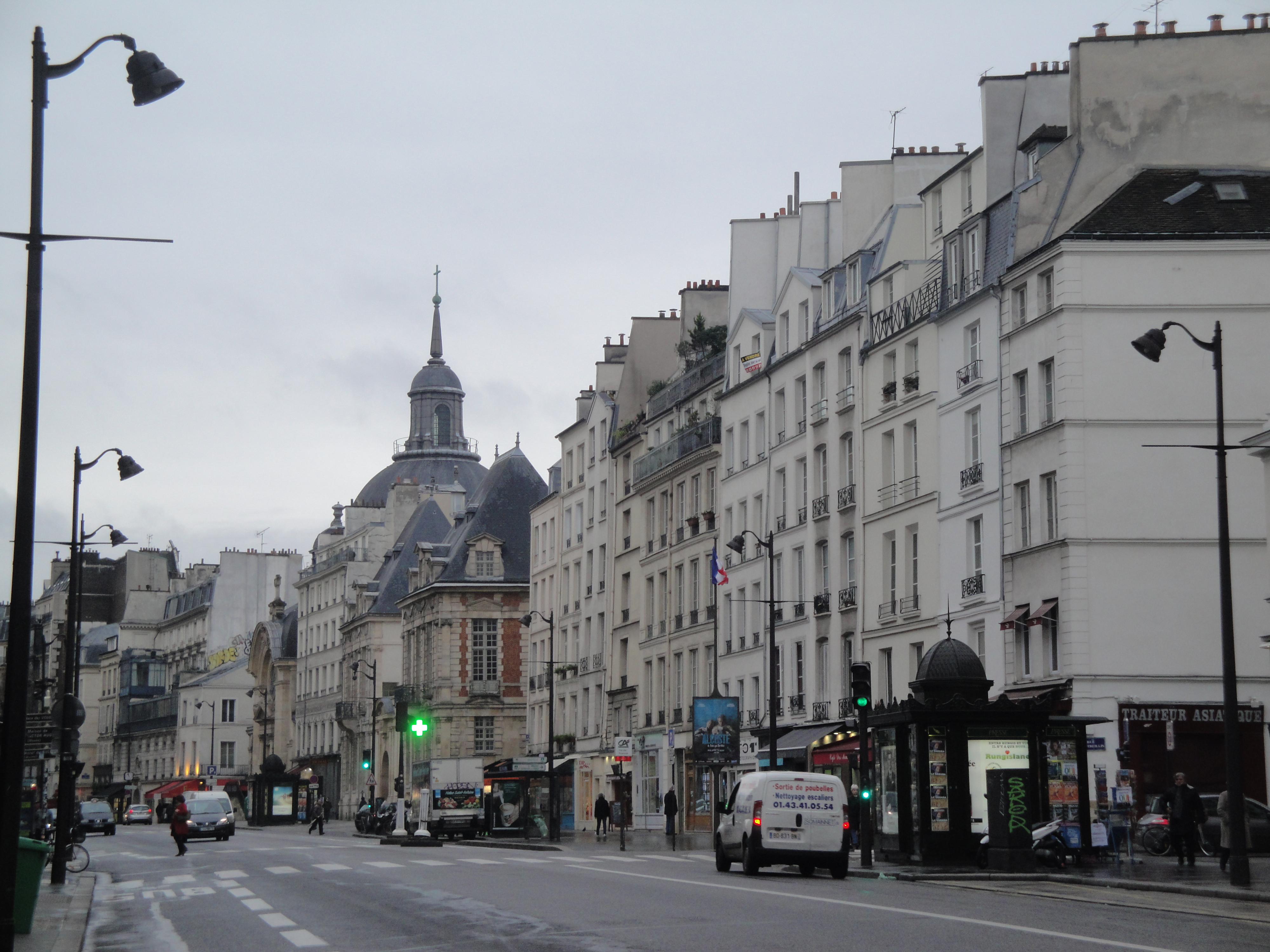
Rue Saint-Antoine
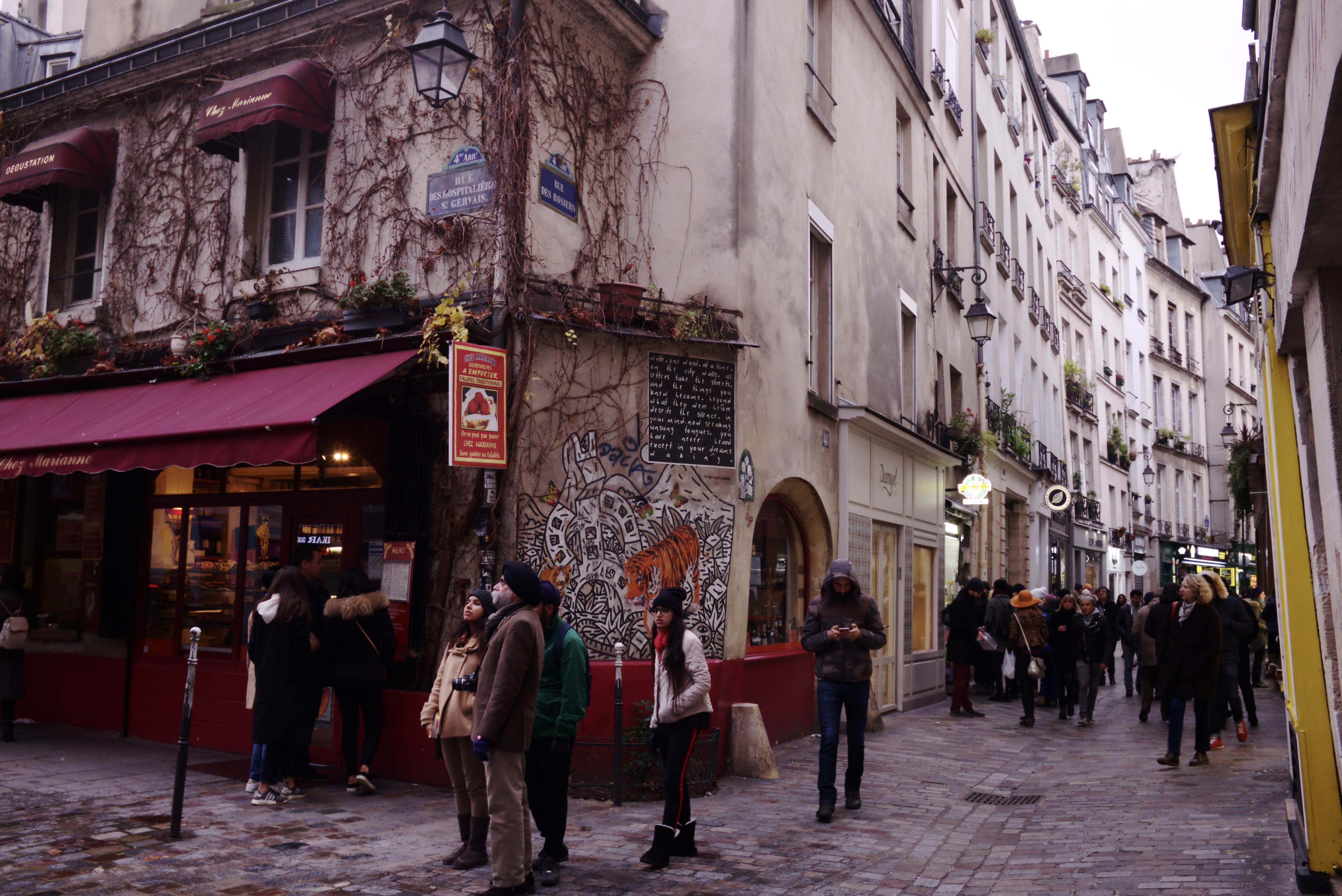
Marais: Rue des Rosiers

## Grünzonen
- Place des Vosges
- Square Jean XXIII

## Verkehr und Infrastruktur

### Wichtige Straßen
- Avenue Victoria
- Boulevard Beaumarchais
- Boulevard Bourdon
- Boulevard du Palais
- Boulevard Morland
- Boulevard de Sébastopol
- Boulevard Henri IV
- Rue de Rivoli
- Rue du Renard
- Rue Saint-Antoine
- Rue Saint-Martin
- Rue Vieille du Temple
- Quai de l’Hôtel de Ville
- Quai des Célestins
- Quai des Gesvres
- Quai Henri IV

### Wichtige Plätze
- Place de la Bastille
- Place de l’Hôtel-de-Ville
- Place des Vosges
- Place du Châtelet
- Place du Parvis Notre Dame
- Place Lépine

### Bahnhöfe und Métrolinien
Die Metrolinien 1 und 7 durchqueren das 4. Arrondissement von Ost nach West, die Linie 4 bedient die Ile de la Cité im Südwesten des Arrondissements. Weiterhin liegen die Umsteigestationen Châtelet und Bastille am Rande des Arrondissements.
Der RER hat keinen Bahnhof im 4. Arrondissement, allerdings liegt der Bahnhof Châtelet - Les Halles, der von den Linien A, B, und D bedient wird, unmittelbar westlich und besitzt auch Ausgänge zum 4. Arrondissement.

### Brücken innerhalb des 4. Arrondissements
- Pont au Change (Île de la Cité)
- Pont d’Arcole (Île de la Cité)
- Pont de Sully (Île Saint-Louis)
- Pont Louis-Philippe (Île Saint-Louis)
- Pont Marie (Île Saint-Louis)
- Pont Notre-Dame (Île de la Cité)
- Pont Saint-Louis (Île de la Cité – Île Saint-Louis)